# Тэнгэн
Тэнгэн (яп. 天元) — один из основных японских титулов го, появившийся в 1975 году. В переводе с японского языка Тэнгэн обозначает центр неба; также этим понятием обозначается центральный пункт на доске для игры в го. Титул проводится совместно Нихон Киин и Кансай Киин.
Розыгрыш титула состоит из нескольких этапов. В финале победитель прошлогоднего розыгрыша титула встречается с победителем отборочных этапов системе плей-офф. Финал состоит из 5 партий. Игрок, прошедший в финальный розыгрыш титула, получает ранг 7-й дан, если игрок выигрывает титул, то ему присуждается 8-й дан; игрок, завоевавший титул дважды — 9-й дан. Призовой фонд титула составляет составляет 14 000 000 иен (около 132 000 долларов).

## Обладатели титула
| Игрок             | Годы                         |
| ----------------- | ---------------------------- |
| Хидэюки Фудзисава | 1975                         |
| Коити Кобаяси     | 1976, 1985, 1986, 1998, 1999 |
| Тосихиро Симамура | 1977                         |
| Масао Като        | 1978—1981                    |
| Сатоси Катаока    | 1982, 1983                   |
| Ёсио Исида        | 1984                         |
| Тё Тикун          | 1987, 1988                   |
| Рин Кайхо         | 1989—1993                    |
| Рю Сикун          | 1994—1996, 2000              |
| Норио Кудо        | 1997                         |
| Наоки Ханэ        | 2001—2003                    |
| Кэйго Ямасита     | 2004, 2009                   |
| Рин Коно          | 2005—2007                    |
| Тё У              | 2008                         |
| Сатоси Юки        | 2010                         |
| Юта Ияма          | 2011—2013, 2015—2017         |
| Синдзи Такао      | 2014                         |